# Clinopodium longipes
Clinopodium longipes — вид квіткових рослин з родини глухокропивових (Lamiaceae).

## Біоморфологічна характеристика
Стебла ≈ 20 см. Листки: ніжки 2–3 мм; листкова пластинка лопатчаста, 10–25 × 7–10 мм, адаксіально рідко дрібно щетиниста, абаксіально рідко війчаста, основа клинувата, край 2–6-городчасто-пилчастий, верхівка від гострої до тупої. Чашечка трубчасто-дзвінчаста після цвітіння, ≈ 5 × 2 мм, з пурпурно-червоним відтінком, жилки і горло рідко біло війчасті, основа злегка роздута з 1 боку; верхні зуби зігнуті, трикутні, верхівка загострена; нижні зуби прямі, остисті. Віночок майже входить до бруньки, запушений. Горішки жовто-коричневі, субкулясті, ≈ 0.9 мм в діаметрі. Плодить у листопаді.

## Поширення
Ендемік Китаю (Сичуань).
Населяє береги струмків.